# Rissdorf
Rissdorf is een plaats in de Duitse gemeente Mechernich, deelstaat Noordrijn-Westfalen, en telt 118 inwoners (2006).